# Felsenrebhuhn
Das Felsenrebhuhn (Ptilopachus petrosus) – seltener auch Felsenwachtel, Felsenhühnchen oder Felsenhenne genannt – ist eine Art aus der Familie der Zahnwachteln. Es kommt ausschließlich in Afrika vor und unterscheidet sich von anderen afrikanischen Hühnervögeln durch den nur geringfügig ausgeprägten Sexualdimorphismus, die spornenlosen und roten Läufe und den hühnerähnlichen Schwanz, der aus 14 Schwanzfedern besteht. Es werden zwei Unterarten unterschieden. Die Art gilt als ungefährdet.

## Erscheinungsbild
Das Felsenrebhuhn erreicht eine Größe von 23 bis 28 Zentimetern und wiegt durchschnittlich 190 Gramm. Die Stirn und der Oberkopf sind fast weißlich. Die Kehle und die Kopfseiten sind aufgehellt und dunkelblau gefleckt. Der Vorderhals ist matt graubraun mit weißen Federsäumen, die einzelnen Federn haben einen schwarzen Schaft und einen kastanienfarbenen Streif in der Mitte. Der Mantel und die Flügeldecken sind mattbraun mit weißlichen Säumen und kastanienfarbenen Längsstreifen. Die Mitte der Brust und der Bauch sind gelbbraun. Der Rest des Körpergefieders ist mattbraun mit gelbbraunen und weißlichen Flecken. Die Flanken haben kastanienbraune Streifen. Der Schwanz hat ein dunkles Braun. Weibchen ähneln dem Männchen sehr stark. Auf der unteren Brust sind sie jedoch fast weißlich.

## Verbreitungsgebiet und Lebensraum
Das Felsenrebhuhn kommt in Zentralafrika zwischen dem 7. und 17. nördlichen Breitengrad vor. Das Verbreitungsgebiet reicht von der Küste Gambias und Senegals über Guinea-Bissau, Guinea und Sierra Leone, dem Süden Malis, Burkina Faso, dem Südwesten Nigers, dem Süden des Tschads, dem Norden der Elfenbeinküste und Ghanas, Togo, Benin, Nigeria und dem Norden Kameruns sowie der Zentralafrikanischen Republik und dem Nordosten Zaires bis zum Sudan, dem Norden Ugandas sowie dem Westen Kenias. Isolierte Populationen gibt es in Äthiopien und dem Norden Eritreas.
Der Lebensraum ist trockenes, felsiges Land in Höhenlagen zwischen 600 und 1.500 Höhenmetern. Sehr häufig findet man Felsenrebhühner in dichtem Busch an der Basis von Felssteilwänden und auf mit großen Steinen bedeckten Hängen.

## Lebensweise
Das Felsenrebhuhn ist ein sehr scheuer und leicht zu übersehender afrikanischer Hühnervogel. Er fällt Beobachtern meist auf, wenn er Sandbäder auf unbefestigten Wegen nimmt. Felsenrebhühner sind sozial lebende Vögel. Sie kommen in Paaren oder in Gruppen von drei bis vier, gelegentlich auch von 15 bis 20 Vögeln vor. Die Nahrung besteht aus Sämereien und kleinen Beeren, die in den frühen Morgen- und späten Abendstunden gesucht werden. Während der heißesten Zeit des Tages ruhen die Felsenrebhühner im Schatten von Felsen oder Pflanzen. Sie sind gelegentlich fernab von Wasserstellen zu beobachten.
Das Nest ist eine Bodenmulde an der Basis eines Felsens oder Baumes. Das Gelege umfasst vier bis sechs Eier. Die Fortpflanzungszeit variiert in Abhängigkeit mit dem Verbreitungsgebiet. Möglicherweise sind einsetzende Regenfälle Auslöser der Balz.

## Belege

### Einzelbelege
1. ↑   Madge et al., S. 273

## Weblink
- Ptilopachus petrosus in der Roten Liste gefährdeter Arten der IUCN 2013.2. Eingestellt von: BirdLife International, 2012. Abgerufen am 6. Februar  2014.